# Pantherophis
Pantherophis é uma cobra pertencente ao gênero de cobras de origem norte-americana, não venenosas, pertencentes à numerosa família Colubridae. São reproduzidas em cativeiro há vários anos, para fins comerciais, pois são excelentes animais de estimação, estando já bem adaptadas ao cativeiro. São geralmente chamadas de cobras-do-milharal.

## Taxonomia
Existem várias espécies dentro do género Pantherophis (anteriormente incluída no género Elaphe), sendo as mais conhecidas a espécies Pantherophis guttatus, Pantherophis obsoletus e a recentemente descrita como sendo uma espécie (e não uma subespécie de P. guttatus) Pantherophis slowinskii, embora esta classificação não seja universalmente aceite.
A espécie Pantherophis guttatus tem várias subespécies, como P. g. guttatus, P.g. emoryi e P.g. rosacea.

## Descrição
Largamente reproduzida como animal de estimação nos Estados Unidos, Brasil, Europa e outros paises asiaticos como o Japão.
Existem hoje dezenas de variações de cores, porém as pigmentações são 5, o que muda dentre as variações de cores são as combinações de genes ativando ou desativando esse ou aquele pigmento ou simplesmente mudando sua intensidade como é o caso do hipomelanismo.
Os albinismo nas especies ocorrem quando uma cor é bloqueada, no caso de um amelanico a melanina esta ausente, para que isso ocorra o animal deve ser homozigoto amel, caso fosse hetero apresentaria a coloração selvagem.
Existem vários tipos de albinismo dentre as variações, não somente um amelanico é albino, existem também os Black albinos em outras palavras os Aneristicos.
Existem também as duplo homozigotos ( duplo albinos) como Snow ( amelanisco + Aneristico )por exemplo e outras.
Há muitas variações e combinações de pigmentos inclusive Co-dominancia
O padrão selvagem é normalmente composto por manchas vermelhas e arredondadas na zona dorsal, que contrastam normalmente com um fundo acinzentado ou alaranjado, tendo o ventre um padrão xadrez, preto e branco. 
No geral chegam a 70cm podendo ultrapassar essa marca dependendo da genetica do animal
A sua longevidade média varia entre os 12 e os 18 anos, havendo registo de um espécime que atingiu os 21 anos e 9 meses.

## Biologia
São, como a maior parte das cobras, animais activos nas horas crepusculares e nocturnas, embora na Primavera possam estar activas durante o dia. As fêmeas produzem cerca de 20 ovos de cada vez, os quais, ao eclodirem, darão origem a cobras com cerca de 20 centímetros. Não são venenosas, embora na natureza, quando ameaçadas, possam morder, apesar da sua natureza pacífica.